# Etheldreda Janet Laing
Etheldreda Janet Laing, née Winkfield en 1872 à Ely et décédée le 22 décembre 1960 à Westminster, est une photographe britannique. Elle est reconnue pour ses premières photographies autochromes réalisées dès 1908.

## Biographie
Originaire de Cambridgeshire, Etheldreda Janet Laing est la fille de Richard Winkfield, directeur de The King's School, et de Sarah Janet Winkfield. Après avoir étudié le dessin à Cambridge, elle se marie avec l'avocat Charles Miskin Laing en 1895. En 1899, le couple déménage à Bury Knowle House dans le quartier de Headington à Oxford. 
Passionnée par la photographie, qu'elle semble avoir pratiquée depuis la fin des années 1890, Etheldreda Janet Laing fait construire sa propre chambre noire dans la maison. Elle montre un intérêt immédiat pour le procédé autochrome lorsque les plaques deviennent disponibles en 1907,,. À partir de 1908, elle réalise de nombreuses photographies de ses filles Janet et Iris dans le jardin. Plus tard, elle peint des miniatures, et rejoint la Royal Miniature Society. 
Etheldreda Janet Laing apporte un grand soin à ses compositions. Elle prend des clichés soigneusement posés, principalement dans le jardin où la lumière est avantageuse. Il existe également une photographie d'intérieur de Janet en kimono japonais, devenue très populaire à l'époque.  

## Œuvres
Parmi une liste non exhaustive :
- Girl in a kimono, 1908
- Two girls together in a garden, 1908
- Girl with a bunch of flowers, 1908
- Two girls in Oriental costume, 1908
- Autochrome portrait of a woman, 1910